# Laurent Wolf
Laurent Wolf (* 1971 in Toulouse als Laurent Debuire) ist ein französischer DJ und House-Produzent.

## Biografie
Wolf begann 1989 in Paris als DJ und wurde 1992 vom Queen-Club am Pariser Champs Élysées engagiert, wo er Resident-DJ wurde. Er arbeitete darüber hinaus als Remixer für Musikverlage und richtete sich schließlich ein eigenes Tonstudio ein. 1995 produzierte er mit House Train seinen ersten eigenen Nummer-1-Club-Hit. Weitere Erfolge wie House Scream und C.I.E folgten.
2001 gründete Wolf zusammen mit dem Musikproduzenten Christian Lester das Label Darkness und die Unterlabel Afrodynamic und Ritmodynamic. Im selben Jahr erschien dort sein erstes Remix-Album Le Privé. Sein erstes Album mit eigenen Songs war 2003 Sunshine Paradise. Es enthielt die Titel Saxo und Calinda, die weit über Frankreich hinaus erfolgreich waren und die weltweit über 250.000 Mal als Platte verkauft wurden. Sowohl mit der Single Saxo als auch mit dem Album erreichte er auch erstmals Platzierungen in den offiziellen französischen Charts.
Neben den nun folgenden weltweiten Auftritten produzierte Laurent Wolf weiterhin Alben und konnte mit Hollyworld und der Hitsingle Another Brick seinen Erfolg weiter steigern. Der große Coup gelang ihm im April 2008, als er mit dem Titel No Stress Nummer 1 in Frankreich und Belgien werden konnte und auch in der Schweiz und den Niederlanden die Top 10 erreichte. 2008 erhielt er in den USA den World Music Award in der Kategorie „Best DJ“.

## Diskografie
Alben
- 2001: Le Privé
- 2003: Sunshine Paradise
- 2004: Positiv Energy
- 2004: Afrodynamic
- 2006: Hollyworld
- 2008: Wash My World
- 2010: Harmony

Singles
- 1995: House Train
- House Scream
- C.I.E
- 2003: Saxo
- 2003: Calinda
- 2006: Another Brick
- 2008: Wash My World
- 2008: No Stress
- 2008: Seventies
- 2008: Explosion
- 2009: Walk the Line
- 2010: Not the End of the World
- 2010: Survive (feat. Andrew Roachford)
- 2010: Suzy
- 2011: I can fly
- 2011: Love we got

## Auszeichnungen für Musikverkäufe
| Goldene Schallplatte - Belgien - 2008: für die Single No Stress |

| Land/RegionAuszeichnungen für Musikverkäufe (Land/Region, Auszeichnungen, Verkäufe, Quellen) | Gold  | Platin | Verkäufe | Quellen     |
| -------------------------------------------------------------------------------------------- | ----- | ------ | -------- | ----------- |
| Belgien (BRMA)                                                                               | Gold1 | —      | 15.000   | ultratop.be |
| Insgesamt                                                                                    | Gold1 | —      |          |             |